# Le Fermier dans son pré

Le Fermier dans son pré est un jeu chanté et une chanson enfantine.
Il tient probablement son origine d'Allemagne, et a été importé en Amérique du Nord sous le titre The Farmer in the Dell par des immigrants, d'où il a été traduit en de nombreuses langues autour de la planète.

## Description du jeu
Les joueurs forment une ronde en se tenant les mains autour d'un seul enfant jouant le fermier et commencent à chanter en tournant.
Pendant que le premier couplet « le fermier dans son pré » est chanté, le fermier choisit sa femme parmi les enfants de la ronde.
Sa femme le rejoint alors au centre, et pendant le chant du second couplet, la femme choisit son enfant de la même façon. Le processus continue à chaque couplet (chaque dernier enfant choisi choisissant le suivant), jusqu'au choix du fromage, ou jusqu'à ce que la ronde soit trop petite pour entourer tous les joueurs.
À la fin, « le fromage est battu » : le fromage (c'est-à-dire le dernier enfant choisi) est habituellement assis ou à genoux par terre, au centre de la ronde, et tous les autres font semblant de le battre.

## Paroles
Le fermier dans son pré,

Le fermier dans son pré,

Ohé, ohé, ohé,

Le fermier dans son pré.

Le fermier prend sa femme, (x3)

La femme prend son enfant, (x3)

L'enfant prend sa nourrice, (x3)

La nourrice prend son chat, (x3)

Le chat prend sa souris, (x3)

La souris prend son rat, (x3)

Le rat prend son fromage, (x3)

Le fromage est battu, (x3)